# Bing Crosby’s Treasury – The Songs I Love (album 1966)
Bing Crosby's Treasury – The Songs I Love – zestaw płyt winylowych nagranych przez Binga Crosby'ego w 1965 roku, wydany jako album muzyczny w 1966 roku przez The Longines Symphonette. To sześciopłytowy album zawierający osiemdziesiąt cztery utwory wybrane przez Binga Crosby'ego, z których dwanaście nagrał, a pozostałe utwory były grane przez samą orkiestrę. Podobny album został wydany dwa lata później w 1968 roku i nosił tę samą nazwę – Bing Crosby’s Treasury – The Songs I Love. Zawierał sześćdziesiąt utworów, w tym trzydzieści sześć śpiewanych przez Crosby'ego.

## Lista utworów
Wszystkie utwory wykonywane przez orkiestrę, z wyjątkiem tych oznaczonych jako „(Bing Crosby)”.

### LWS 218 - strona pierwsza
1. "Where the Blue of the Night (Meets the Gold of the Day)"
2. "Marie"
3. "Stormy Weather" (Bing Crosby)
4. "When I Take My Sugar to Tea"
5. "It's Easy to Remember"
6. "Steppin' Out with My Baby"

### LWS 218 - strona druga
1. "These Foolish Things"
2. "Blue Skies"
3. "Red Sails in the Sunset"
4. "Always" (Bing Crosby)
5. "You're Mine, You"
6. "Gimme A Little Kiss (Will Ya, Huh?)"
7. "Say Si Si"

### LWS 219 - strona pierwsza
1. "Sophisticated Lady"
2. "That Old Gang of Mine"
3. "Road to Morocco"
4. "Ole Buttermilk Sky" (Bing Crosby)
5. "Rain on the Roof" (Ann Ronell)
6. "Thank You for a Lovely Evening"
7. "There's Danger in Your Eyes, Cherie"

### LWS 219 - strona druga
1. "Joobalai"
2. "Remember"
3. "I've Heard That Song Before"
4. "Tenderly" (Bing Crosby)
5. "Dance with a Dolly"
6. "Me and My Shadow"
7. "River, Stay 'Way from My Door"

### LWS 220 - strona pierwsza
1. "Dear Hearts and Gentle People"
2. "(There'll Be Bluebirds Over) The White Cliffs of Dover"
3. "San Fernando Valley"
4. "Isn't This a Lovely Day?" (Bing Crosby)
5. "After You've Gone"
6. "Drifting and Dreaming"
7. "The Peanut Vendor"

### LWS 220 - strona druga
1. "One for My Baby"
2. "Honeymoon"
3. "The Anniversary Waltz"
4. "In the Chapel in the Moonlight" (Bing Crosby)
5. "I Can't Give You Anything but Love, Baby"
6. "How Come You Do Me Like You Do?"
7. "The Ruby and the Pearl"

### LWS 221 - strona pierwsza
1. "Yours"
2. "Cecilia"
3. "My Prayer" (Bing Crosby)
4. "I'm Confessin' (That I Love You)"
5. "If I Had You"
6. "Just an Echo in the Valley"
7. "A Sinner Kissed an Angel"

### LWS 221 - strona druga
1. "Love Makes the World Go 'Round"
2. "Cry"
3. "Say It Isn't So"
4. "Amapola" (Bing Crosby)
5. "Another Time, Another Place"
6. "Got the Bench - Got the Park"
7. "Friendly Persuasion"

### LWS 222 - strona pierwsza
1. "Puttin' On the Ritz"
2. "Maybe"
3. "So Rare"
4. "The Breeze and I" (Bing Crosby)
5. "I'll Take You Home Again, Kathleen"
6. "Wait 'Till the Sun Shines, Nellie"
7. "I Hear Music"

### LWS 222 - strona druga
1. "Ballin' the Jack"
2. "Clementine"
3. "Juanita"
4. "Rock-a-Bye Your Baby with a Dixie Melody" (Bing Crosby)
5. "Mister Meadowlark"
6. "Too Ra Loo Ra Loo Ral"
7. "Where the River Shannon Flows"

### LWS 223 - strona pierwsza
1. "The Birth of the Blues"
2. "Ain't Misbehavin'"
3. "Nobody's Sweetheart"
4. "South of the Border" (Bing Crosby)
5. "I Double Dare You"
6. "Sweet and Lovely"
7. "A Nightingale Sang in Berkeley Square"

### LWS 223 - strona druga
1. "Cheek to Cheek"
2. "Russian Lullaby"
3. "One Morning in May"
4. "I'll Take Romance" (Bing Crosby)
5. "Sunbonnet Sue"
6. "Sioux City Sue"
7. "Imagination"